# آغ‌بلاغ (قزل‌قیه)
آغ‌بلاغ (به لاتین: Ak-Bulak) یک منطقهٔ مسکونی در قرقیزستان است که در استان بادکند واقع شده‌است. آغ‌بلاغ ۶٬۴۹۷ نفر جمعیت دارد.